# Špela Alič
Špela Alič, slovenski fotomodel, * 1997
Kot 22-letna študentka Fakultete za socialno delo v Ljubljani osvojila naslov Miss Slovenije 2019. Prijavila se je na predlog prijateljice, podpirala pa jo je tudi njena družina in prijatelji. Leta 2019 je na svetovnem izboru Miss World zastopala Slovenijo. Tam je predstavljala obleke iz salona Poročni kotiček, pojavila se je tudi kot model v revijah Moja poroka, ki jo izdaja ta salon poročnih oblek.

## Manekenstvo
Leta 2022 je nastopila na modni reviji Deichmann Adria Fashion Show. Leta 2024 se je z ostalimi modeli pojavila v aprilskem katalogu trgovin z oblačili Mana. Fotografije je posnel Rok Deželak.

## Mladost
Odraščala je v Križah pri Tržiču. Ima dva starejša brata. V svojem otroštvu in najstništvu je trenirala ples. Kasneje je postala tudi plesna učiteljica. Hodila je na Gimazijo Kranj, kjer je bila članica navijaške plesne skupine FRIKE.
Je aktivna prostovoljka v Centru za pomoč terapijo in socialno rehabilitacijo zasvojenih - Labirint. Leta 2019 je na svetovnem izboru Miss World zastopala Slovenijo.  V Kamniku je odkrila šaljivi kip ekipe Radia 1 svojemu sodelavcu Mihi Deželaku. Sodelovala je v akciji Radia Gorenc in Franca Pestotnika - Podokničarja.

## Zasebno
Visoka je 175 centimetrov.